# Polizeiruf 110
Polizeiruf 110 (letteralmente Numero di telefono della Polizia 110) è una serie televisiva tedesca, prodotta a partire dal 1971 dalla Deutscher Fernsehfunk (diventata Fernsehen der DDR tra il 1972 ed il 1990) e proseguita, a partire dal 1991, su diverse emittenti televisive regionali della ARD e dal 1993 direttamente su Das Erste. La prima puntata, intitolata Der Fall Lisa Murnau (Il caso Lisa Murnau), fu trasmessa il 27 giugno 1971 su DFF1. Nata come una sorta di risposta all'analoga serie della Germania dell'Ovest, Tatort, divenne ben presto una serie culto nella Germania Orientale, subentrando, nel cuore dei telespettatori, alla serie Blaulicht, in onda dal 1959 al 1968. 
Tra gli interpreti principali figurano Peter Borgelt, Sigrid Göhler, Wolfgang Winkler, Jaecki Schwarz, Horst Krause, Kurt Böwe, Michael Kind, Katrin Sass, Helmut Berger, Edgar Selge, Jürgen Frohriep, Til Schweiger, ecc.
Fino al 2014 sono state girate 42 stagioni, per un totale di 342 episodi.
La serie è stata premiata per 23 volte e si è conquistata 36 nomination a vari premi.

## Produzione

### Polizeiruf nella RDT (1971–1989)
Negli episodi prodotti dalla DFF non c'erano investigatori fissi e la composizione delle squadre investigative era abbastanza casuale e senza un modello preciso. Elemento unificante era però che nelle puntate in cui era presente il tenente (poi capitano) Fuchs, questi era sempre l'investigatore capo. La motivazione di questa discontinuità nel cast risiede negli impegni che gli attori avevano in altre situazioni, come ad esempio Peter Borgelt con il Deutsches Theater a Berlino. Per questo motivo gli episodi venivano scritti in maniera tale da non essere particolarmente legati ad una figura investigativa, ma da potersi adattare senza problemi ad un qualsiasi personaggio. Anche per questo motivo la vita privata degli investigatori non viene mai trattata (ad eccezione degli episodi 55 "Schuldig" e 107, "Kein Tag ist wie der andere").
Anche le località di ambientazione erano completamente slegate dalle squadre investigative ed andavano dal Mar Baltico ai Monti Metalliferi. Oltretutto non venivano mai espressamente specificati né nominalmente citati, anche se spesso potevano essere desunti dalla circostanze. L'idea di un gruppo investigativo interregionale, competente per tutto il territorio della RDT, non corrispondeva per altro alla realtà del Paese, per lo meno con riferimento alla microcriminalità.
Venivano trattati diversi reati, piccoli e grandi, tra cui alcuni temi tabù come l'alcolismo, il maltrattamento di bambini e le violenze sessuali. Al contrario delle serie attuali, nelle quali l'omicidio è praticamente il reato minimo, in Polizeiruf 110 gli investigatori erano coinvolti principalmente con i ben più frequenti reati minori quali furti, estorsioni, truffe, rapine e criminalità giovanile. Al contrario di Tatort, serie molto concentrata sulle figure degli investigatori anche nella loro sfera privata, nei primi episodi di Polizeiruf era l'attività investigativa della polizia ad essere in primo piano. Gli autori davano molta più importanza alla rappresentazione dei colpevoli e della loro psiche ed al contesto da cui originava il reato. È invece piuttosto raro imbattersi in spettacolari scene d'azione.
Polizeiruf fu una delle poche trasmissioni della televisione tedesca orientale in cui venivano trattati apertamente problemi ed ingiustizie, seppur in chiave molto spesso pedagogica. Dopo l'espatrio forzato di Wolf Biermann nel 1976, con la televisione tedesca politicamente sempre più controllata, alcuni episodi di Polizeiruf dovettero essere tagliati, come ad esempio "Der Einzelgänger".
Fondamentalmente, gli autori ed i registi avevano con Polizeiruf più possibilità di affrontare alcuni temi, anche di critica sociale. Spesso questo avveniva nella forma del botta e risposta nel dialogo: il criminale esprimeva il suo punto di vista antisociale e lo motivava, talvolta in maniera addirittura ragionevole; immediatamente gli rispondeva un qualche cittadino fedele al sistema, diverso negli episodi a seconda delle circostanze, che ribatteva con un punto di vista contrario. Consulenti del Ministero degli Interni, da cui dipendeva anche la Volkspolizei, sorvegliavano sin dalla produzione degli episodi che i contenuti, anche dal punto di vista del linguaggio, restassero conformi al sistema e che i criminali venissero rappresentati in modo da corrispondere all'immagine ufficiale richiesta. Gli stessi poliziotti, salvo alcune eccezioni alla fine degli anni Ottanta, non venivano mai rappresentati mentre fumavano né mentre bevevano alcol, né tanto meno venivano rappresentati con abbigliamento particolarmente casual.
Un tema ricorrente, soprattutto dal lato del colpevole, era quello dell'abuso di alcol, che ai tempi della RDT rappresentava un grosso problema sociale ma che nei media tedeschi veniva affrontato in modo molto blando. L'alcol veniva rappresentato come una delle concause dell'azione criminale, ma mai come una scusa. I colpevoli erano sovente degli amanti della bella vita, cittadini critici dello Stato, nelle prime puntate spesso provenivano dagli ambienti dei circhi e dello spettacolo, o ancora erano uomini d'affari indipendenti; nelle puntate successive anche membri dell'Intelligenzija, spesso di quella tecnica; il criminale dalla posizione sociale più rilevante fu infatti un imprenditore in "Auskünfte in Blindenschrift". Come giusto contrappunto ai colpevoli agivano invece semplici lavoratori, disciplinati e fedeli allo Stato, rappresentati come figure di moralità superiore.
Nell'episodio "Der Kreuzworträtselfall" ("Il caso del cruciverba") del 1988 fu rappresentato in maniera pressoché fedele ed autentica uno dei più noti casi criminali della storia della RDT, riguardante l'abuso sessuale e l'omicidio di un bambino di 7 anni, Lars Bense, avvenuto nel 1981 ad Halle-Neustadt (vedi Omicidio del cruciverba).

### Polizeiruf ai tempi della "svolta" (1989–1991)
In nessuna serie meglio di Polizeiruf si è riflessa l'epoca della transizione della Germania dell'Est (Wende), sebbene soltanto in tre episodi (Unter Brüdern, Das Duell e Thanners neuer Job) si faccia direttamente riferimento agli eventi in corso.
Nella maggior parte dei casi i mutamenti sono inseriti negli episodi in modo poco evidente: ad esempio in Tod durch elektrischen Strom un motto del partito è appeso storto alla parete e viene criticato l'edificio preferito della capitale della RDT. In Zerstörte Hoffnung, Hübner risponde a due insegnanti che lui potrebbe assolutamente immaginarsi che una persona potesse trovare un lavoro grazie alle sue capacità e non grazie alle sue idee – un'affermazione resa possibile solo dopo la deposizione di Honecker . Anche la cosiddetta "criminalità da unificazione", l'estremismo di destra ed i problemi sociali conseguenti alla riunificazione delle Germania vennero affrontante. In alcuni episodi, tuttavia, la rappresentazione non era più coerente con la contemporanea situazione nella Germania dell'Est. Per questo a volte attraverso l'indicazione del periodo si faceva capire che l'azione si era svolta prima della "svolta". Il rapido cambiamento sociale rendeva le trame dei nuovi episodi anacronistici già dopo poche settimane dalle riprese, e quando venivano messe in onda la prima volta erano già superati.
Dall'episodio Allianz für Knete gli investigatori hanno nuovi gradi, corrispondenti a quelli dei funzionari della Germania occidentale; viene inoltre menzionata sempre più spesso l'imminente e possibile inquadramento in un rapporto di servizio civile e non più militare.
In Unter Brüdern ("Tra fratelli"), primo episodio crossover tra le due serie, due commissari occidentali (di Tatort) hanno un ruolo decisivo, tuttavia sono ancora gli investigatori di Polizeiruf a tenere le redini saldamente in mano e ad avere autonomia decisionale. Tuttavia il film non è privo di cliché: al suo arrivo all'Ovest Fuchs si presenta – in modo piuttosto insolito per lui – totalmente ubriaco e dà un bacio fraterno socialista a Schimanski e Thanner (cosa che non usava assolutamente in Germania dell'Est, se non negli incontri tra alti politici del blocco sovietico). Inoltre Thanner chiama la RDT "zona" ed alla fine dell'episodio si assiste al conferimento di una medaglia. In questo episodio, inoltre, i funzionari della polizia di Polizeiruf vengono distinti chiaramente da quelli della Stasi. Qui il colonnello della Stasi Dörfler (Ulrich Thein) rappresenta la vecchia RDT, stretta nella morsa della nuova RDT, rappresentata da Fuchs. Anche in Das Duell c'è questa forte distinzione (Beck e Böhme contro il colonnello Reuter della Stasi), cosa che permette il passaggio dei commissari di Polizeiruf nella Germania unita. Le misure della Stasi dell'autunno 1989 vengono fortemente criticate, ad esempio da Beck. Viene anche mostrato come la polizia, nella fattispecie rappresentata dalla figura di Beck, debba adeguarsi ai nuovi tempi ed alla comprensione dei nuovi diritti civili. Ad esempio non è più possibile "assegnare" i testimoni, questi se li devono cercare personalmente gli investigatori ("... ma come facciamo a lavorare in questo modo?") Das Duell è uno dei pochi episodi in cui gli eventi della Primavera 1989 vengono analizzati dal punto di vista della nuova RDT democraticizzata.
Per la prima volta con l'episodio Thanners neuer Job si ha una visuale sulla nuova Germania riunificata. Con Thanner gli agenti della RDT per la prima volta hanno un superiore proveniente dalla Germania Occidentale, il quale tuttavia è molto equilibrato. La vecchia RDT viene rappresentata dal vecchio capo Fuchs, il quale in Unter Brüdern rappresentava ancora la parte progressista della RDT. Qui non solo non è più il capo, ma non ha nemmeno più alcun potere sui giovani delinquenti, i quali addirittura lo umiliano. Alla fine dell'episodio, in silenzio, Fuchs rassegna le sue dimissioni, consapevole che nel nuovo Stato è diventato ormai superfluo.

### Polizeiruf dopo il 1991
Quando, dopo la fine della RDT, la DFF venne chiusa il 31 dicembre 1991, la prosecuzione della serie era in dubbio, dopo che i primi due episodi dei nuovi commissari Ehrlicher e Kain (ancora prodotti dalla DFF) erano stati trasmessi come episodi di Tatort. Nel 1993, però, dopo un anno e mezzo di pausa, in virtù del successo delle vecchie puntate di Polizeiruf anche nella Germania unita, la serie tornò in vita. A produrre i nuovi episodi furono dapprima le nuove emittenti regionali della ARD, la MDR, la ORB e la NDR, che aveva sostituito la DFF in Meclemburgo-Pomerania Anteriore. Inizialmente gli episodi della ORB vennero prodotti insieme alla Sender Freies Berlin (SFB). Dal 1993 la prima di ogni episodio viene trasmessa solitamente la domenica sera su Das Erste, al posto di Tatort (20.15).
Mentre la MDR inizialmente puntò sui precedenti investigatori Beck, Raabe, Grawe e Hübner, ORB/SFB e NDR introdussero nuove squadre (Voigt/Hoffmann e Groth/Hinrichs), i cui componenti avevano però tutti alle spalle un passato nella RDT. La MDR introdusse nuovi commissari a partire dal 1996 con Schmücke e Schneider. Nel 1997 con l'uscita di scena di Günter Naumann (Beck) sparì l'ultimo investigatore rimasto tra quelli già in servizio ai tempi della RDT. Nel frattempo anche alcuni nuovi commissari sono già andati in pensione: quello rimasto in servizio più a lungo è stato Hinrichs (31 casi in 15 anni ) e la coppia formata da Schmücke e Schneider con 50 apparizioni in 17 anni.
A poco a poco alle produzioni delle reti regionali in qualche modo legate alla DFF, quali appunto MDR e ORB (e in seguito RBB), si aggiunsero anche produzioni delle reti "occidentali" e austriache. Nel frattempo tutte hanno abbandonato la serie tranne la bavarese BR. Oggi ogni emittente regionale produttrice, attualmente cioè MDR, RBB (nata dalla fusione tra ORB e SFB), BR e NDR, ha una sua squadra investigativa che opera prevalentemente nell'area di competenza dell'emittente stessa ed è legata principalmente ad una città. 
È evidente che il concetto del nuovo Polizeiruf si avvicina molto a quello di Tatort; anche per quanto concerne i reati, solitamente si tratta di omicidi anche se spesso, contrariamente a Tatort,  vengono trattati altri reati (specialmente negli episodi legati all'area ex-RDT: NDR, ORB e RBB).

## La sigla iniziale

### Gli anni della RDT
Fino al 1989 Polizeiruf aveva diverse varianti dei titoli di testa. Nei primi cinque episodi (e nel quindicesimo), in bianco e nero, all'inizio si vede un telefono sul quale una mano compone il numero d'emergenza 110; successivamente si vede un operatore della centrale operativa che riceve questa chiamata. Seguono immagini di un'automobile della polizia, di un segugio che segue una traccia ed alcuni esempi del lavoro investigativo della polizia. Contrariamente alle versioni successive, compariva il titolo Polizeiruf 110 e venivano anche presentati per nome gli attori che interpretavano gli investigatori. Dopo questi primi cinque episodi la musica venne cambiata ma il video rimase lo stesso.
Con il quattordicesimo episodio, il primo a colori ("Gesichter im Zwielicht") venne introdotta anche una nuova sigla iniziale, con musica di Hartmut Behrsing. All'inizio si vedono diversi mezzi della polizia che partono dalla centrale. Seguono poi immagini degli investigatori Arndt, Fuchs, Hübner e Subras. Questa sigla venne talvolta utilizzata anche nei successivi episodi in bianco e nero e restò attiva fino al 1980. Il titolo della serie non veniva più indicato per intero, venivano soltanto mostrate le cifre 110. 
Nel 1981 cambia di nuovo la musica, sempre composta da Hartmut Behrsing: questa verrà conservata, con variazioni minime, per tutta la produzione della DFF. La sigla comincia con diversi mezzi della polizia che sono in giro con i lampeggianti. Seguono delle scene in cui si vedono gli investigatori all'opera. Inizialmente, insieme ad Arndt, Fuchs e Hübner, si vede anche il tenente Bergmann, sostituito in seguito dalle immagini di Grawe e Zimmermann. Anche in questa versione della sigla iniziale si vedono solo le cifre 110, ad eccezione dell'episodio-crossover "Unter Brüdern".

### Gli anni della svolta
Negli anni della Wende i titoli di testa di Polizeiruf vennero modificati più volte. A partire dal 1989 il tema della sigla iniziale di Hartmut Behrsing fu lievemente modificato. Questa versione è stata mantenuta anche quando nel 1991 fu realizzata una sigla totalmente diversa. Come voleva la moda dell'epoca, tutti ciò che ricordava la RDT sparì: si vedono solo automobili occidentali, tutti i simboli dell'Est vengono eliminati. La nuova sigla non venne però usata costantemente, a volte si vedeva ancora la vecchia. In alcuni casi si utilizzò la vecchia sigla combinandola con nuove immagini relative all'episodio di riferimento, mentre l'elicottero della Volkspolizei venne sostituito da un più moderno modello occidentale o da altre scene.

### Dopo il 1991
Nel 1993 i titoli di testa erano ancora accompagnati dalla musica di Hartmut Behrsing, solo che ora vengono mostrate immagini dell'episodio che viene trasmesso. Questa variante venne sostituita dopo qualche episodio. Nella nuova sigla la musica è di Peter Gotthardt e si vedono inizialmente persone che camminano nel caos di una città, poi una serie di fotografie di diverse persone che vengono composte ed infine un'impronta digitale che si trasforma in un labirinto, poi il logo ARD ed infine il titolo della serie.
Dall'episodio 204 (1998) è stata introdotta una sigla completamente nuova. Si vedono nuovamente scene di diversi episodi e la musica è una nuova composizione di Freddy Gigele. Tale sigla è stata modernizzata circa dieci anni dopo. 
In complesso dunque la serie Polizeiruf dispone di otto diverse sigle iniziali, diverse per musica e/o per immagini, che ne riducono la riconoscibilità rispetto a Tatort, che ha invece mantenuto sempre gli stessi titoli di testa.

## Episodi

### Repliche ed episodi fantasma
Dopo la riunificazione della Germania, gli episodi di Polizeiruf vennero ritrasmessi in replica su numerose emittenti regionali della ARD e su 3sat. Non tutti gli episodi erano disponibili, alcuni dovettero essere ricostruiti: in particolare, l'episodio 002, "Die Schrottwaage" è ancora incompleto mentre lo 003 "Die Maske" risulta ancora scomparso. L'episodio 033 "Der Spezialist" è senza audio e quindi non è ancora stato ritrasmesso. L'episodio "Im Alter von …" (ispirato al caso Erwin Hagedorn), girato nel 1974 e fatto distruggere - ad eccezione del negativo privo di sonoro - con decreto dei responsabili della programmazione della Deutscher Fernsehfunk, non fu mai trasmesso fino al 2011, quando la MDR si occupò di ricostruirlo e ridoppiarlo, sulla base delle sceneggiature conservate nell'archivio radiotelevisivo di Potsdam-Babelsberg, con l'ausilio degli attuali attori della serie ed alcuni investigatori dell'epoca, dato che molti attori dell'episodio originale erano nel frattempo deceduti negli anni Novanta. L'episodio visse così la sua prima il 23 giugno 2011 e fu visto da 1,89 milioni di spettatori .
Un'altra puntata, Rosis Mann (originariamente girato come Das zweite Arbeitsverhältnis), con la squadra investigativa composta dal capitano Fuchs e dal tenente Lutz Zimmermann, fu girata a Berlino e Magdeburgo dall'11 marzo al 30 aprile 1984 e completata nella sua produzione, pronta ad essere trasmessa già nel 1984. Ma dopo la fine delle riprese, e prima della data di trasmissione, tre attori del cast fuggirono illegalmente in Germania dell'Ovest e quindi l'episodio fu distrutto.

### Episodio censurato
L'episodio 110 Samstags, wenn Krieg ist, prodotto dalla ARD ed andato in onda il 18 settembre 1994, fu duramente criticato dalla censura (Rundfunkrat) per il suo contenuto di scene eccessivamente violente, la puntata continuò ad essere replicata in televisione fino al 2002. Il 27 dicembre 2006 la puntata fu invece censurata a tempo indeterminato dal direttore di SWR per fuorviante rappresentazione della violenza, per le soggettive impressioni legate al pensiero radicale di destra e nazionalsocialista e per scene di estrema brutalità.

## Gli investigatori

### Investigatori attuali
| Debutto | Emittente | Investigatore                    | Grado            | Attore                                            | Città                                                                              | Numero di episodi |
| ------- | --------- | -------------------------------- | ---------------- | ------------------------------------------------- | ---------------------------------------------------------------------------------- | ----------------- |
| 2010    | NDR       | - Alexander Bukow - Katrin König | Commissario capo | - Charly Hübner - Anneke Kim Sarnau               | Rostock                                                                            | 17                |
| 2011    | RBB       | - Olga Lenski - Adam Raczek      | Commissario capo | - Maria Simon - Lucas Gregorowicz                 | - Potsdam - dal 9º episodio: Świecko presso Słubice, commissariato tedesco-polacco | 13                |
| 2011    | BR        | Hanns von Meuffels               | Commissario capo | Matthias Brandt                                   | Monaco di Baviera                                                                  | 14                |
| 2013    | MDR       | - Doreen Brasch - Dirk Köhler    | Commissario capo | Claudia Michelsen und Matthias Matschke (ab 2016) | Magdeburgo                                                                         | 9                 |

### Investigatori del passato

#### DFF/Fernsehen der DDR
| Anni      | Investigatore        | Grado                                         | Attore                   | Numero episodi |
| --------- | -------------------- | --------------------------------------------- | ------------------------ | -------------- |
| 1971–1991 | Peter Fuchs          | 1° tenente, poi capitano, commissario capo    | Peter Borgelt            | 85             |
| 1971–1983 | Vera Arndt           | tenente                                       | Sigrid Göhler            | 47             |
| 1972–1994 | Jürgen Hübner        | 1° tenente, poi vice commissario              | Jürgen Frohriep          | 65             |
| 1971–1973 | Helga Lindt          | tenente                                       | Karin Ugowski            | 2              |
| 1973–1977 | Lutz Subras (VP-M)   |                                               | Alfred Rücker            | 28             |
| 1978–1980 | Woltersdorf          | tenente                                       | Werner Tietze            | 8              |
| 1981–1991 | Manfred Bergmann     | 1° tenente                                    | Jürgen Zartmann          | 5              |
| 1982–1988 | Wolfgang Reichenbach | 1° tenente, poi capitano                      | Friedhelm Eberle         | 6              |
| 1983–1991 | Lutz Zimmermann      | 1° tenente, poi vice commissario              | Lutz Riemann             | 25             |
| 1986–1995 | Thomas Grawe         | tenente, poi 1° tenente, poi vice commissario | Andreas Schmidt-Schaller | 32             |
| 1987–1991 | Wolfgang Dillinger   | 1° tenente                                    | Wolfgang Dehler          | 2              |
| 1987–1988 | Reger                | capitano                                      | Klaus Gendries           | 2              |
| 1988–1997 | Günter Beck          | capitano, poi commissario capo                | Günter Naumann           | 11             |
| 1989      | Ikser                | tenente                                       | Anne Kasprik             | 1              |
| 1991–1994 | Joachim Raabe        | vice commissario                              | Michael Kind             | 3              |

#### ARD e ORF
| Anni      | Emittente       | Investigatore      | Grado                          | Attore                   | Città                               | Numero episodi       |
| --------- | --------------- | ------------------ | ------------------------------ | ------------------------ | ----------------------------------- | -------------------- |
| 1972–1994 | MDR             | Jürgen Hübner      | vice commissario               | Jürgen Frohriep          | Lipsia                              | 64, di cui 1 MDR     |
| 1991–1994 | MDR             | Joachim Raabe      | vice commissario               | Michael Kind             | Lipsia                              | 3, di cui 2 MDR      |
| 1994      | ORB             | Jürgen Kochan      | commissario capo               | Michael Greiling         | Potsdam                             | 1                    |
| 1995      | MDR             | Martin Markwardt   | commissario                    | Til Schweiger            | Saalfeld                            | 1                    |
| 1986–1995 | MDR             | Thomas Grawe       | vice commissario               | Andreas Schmidt-Schaller | Halle (Saale), Dresda               | 32, di cui 2 MDR     |
| 1993–1995 | ORB, SFB        | Jens Hoffmann      | commissario                    | Dirk Schoedon            | Potsdam                             | 4                    |
| 1994–1995 | ORF             | Gerhard Wallek     | ispettore                      | Helmut Berger            | Vienna                              | 2                    |
| 1994–1995 | ORF             | Sandra Schneider   | ispettore                      | Andrea Eckert            | Vienna                              | 2                    |
| 1988–1997 | MDR             | Günter Beck        | commissario capo               | Günter Naumann           | Turingia, Sassonia-Anhalt, Sassonia | 11, di cui 5 MDR     |
| 1993–1998 | ORB, SFB, (NDR) | Tanja Voigt        | commissario capo               | Katrin Sass              | Potsdam                             | 10, cui 1 con NDR    |
| 1994–1998 | SDR             | Vera Bilewski      | commissario capo               | Angelica Domröse         | Ichtenheim, Heilbronn               | 3                    |
| 1994–2000 | NDR, (ORB)      | Kurt Groth         | vice commissario               | Kurt Böwe                | Schwerin                            | 14, di cui 1 con ORB |
| 1997–2000 | BR              | Dr. Silvia Jansen  |                                | Gaby Dohm                | Monaco, Norimberga                  | 6                    |
| 1998–2002 | HR              | Robert Grosche     | commissario                    | Oliver Stokowski         | Offenbach am Main                   | 5                    |
| 1999–2002 | ORB             | Wanda Rosenbaum    | commissario capo               | Jutta Hoffmann           | Potsdam                             | 4                    |
| 2000–2002 | NDR             | Holm Diekmann      | commissario capo               | Jürgen Schmidt           | Schwerin                            | 5                    |
| 1998–2003 | HR              | Rene Schlosser     | commissario capo               | Dieter Montag            | Offenbach am Main                   | 6                    |
| 1998–2000 | HR              | Carol Reeding      | commissario capo               | Chantal de Freitas       | Offenbach am Main                   | 3                    |
| 2001–2003 | HR              | Carol Reeding      | commissario capo               | Dennenesch Zoudé         | Offenbach am Main                   | 3                    |
| 2002–2003 | HR              | Simone Dreyer      | commissario capo               | Barbara Rudnik           | Offenbach am Main                   | 2                    |
| 1995–2004 | WDR             | Karl-Heinz Küppers | capitano                       | Oliver Stritzel          | Volpe (Bergisches Land)             | 8                    |
| 1995–2004 | WDR             | Sigurd Möller      | sovrintendente capo            | Martin Lindow            | Volpe (Bergisches Land)             | 8                    |
| 2003–2005 | NDR             | Tobias Törner      | commissario capo               | Henry Hübchen            | Schwerin                            | 5                    |
| 2004–2008 | HR              | Thomas Keller      | commissario capo               | Jan-Gregor Kremp         | Bad Homburg vor der Höhe            | 4                    |
| 1994–2009 | NDR, (ORB)      | Jens Hinrichs      | commissario capo               | Uwe Steimle              | Schwerin                            | 31, di cui 1 con ORB |
| 2006–2009 | NDR             | Markus Tellheim    | commissario capo               | Felix Eitner             | Schwerin                            | 7                    |
| 1998–2009 | BR              | Jürgen Tauber      | commissario capo               | Edgar Selge              | Monaco di Baviera                   | 20                   |
| 2001–2009 | BR              | Jo Obermaier       | commissario capo               | Michaela May             | Monaco di Baviera                   | 17                   |
| 2009      | BR              | Friedrich Papen    | commissario capo               | Jörg Hube                | Monaco di Baviera                   | 1                    |
| 2009–2010 | BR              | Uli Steiger        | capitano, poi commissario capo | Stefanie Stappenbeck     | Monaco di Baviera                   | 3                    |
| 2001–2010 | ORB, RBB        | Johanna Herz       | commissario capo               | Imogen Kogge             | Potsdam                             | 12, di cui 1 ORB     |
| 2012      | RBB             | Tamara Rusch       | commissario capo               | Sophie Rois              | Potsdam                             | 1                    |
| 1996–2013 | MDR             | Herbert Schmücke   | commissario capo               | Jaecki Schwarz           | Halle (Saale)                       | 50                   |
| 1996–2013 | MDR             | Herbert Schneider  | commissario capo               | Wolfgang Winkler         | Halle (Saale)                       | 50                   |
| 2010–2013 | MDR             | Nora Lindner       | vice commissario               | Isabell Gerschke         | Halle (Saale)                       | 8                    |
| 2011–2013 | BR              | Anna Burnhauser    | sovrintendente                 | Anna Maria Sturm         | Monaco di Baviera                   | 5                    |
| 1999–2015 | ORB, RBB        | Horst Krause       | capitano                       | Horst Krause             | Potsdam                             | 25                   |
| 2013–2015 | MDR             | Jochen Drexler     | commissario capo               | Sylvester Groth          | Magdeburgo                          | 5                    |

## Spin-off
- Polizeihauptmeister Krause